# Etta Baker
Etta Baker, właśc. Etta Lucille Reid (ur. 31 marca 1913 w Caldwell County, stan Karolina Północna w USA, zm. 23 września 2006 w Fairfax, w stanie Wirginia) – amerykańska gitarzystka i wokalistka bluesowa.
W czasie swojej wieloletniej kariery grała głównie gatunek znany jako blues piedmoncki, wiele koncertując i występując u boku takich gwiazd jak Taj Mahal. Została wyróżniona prestiżową nagrodą National Endowment For The Arts. 
W środowisku muzyków bluesowych uchodziła za nestorkę i jedną z największych osobistości bluesa. 
Zmarła w wieku 93 lat z powodu problemów z sercem. 

## Dyskografia
- One-Dime Blues (1991)
- Railroad Bill (1999)
- Etta Baker & Taj Mahal (Music Maker 50) (2004)
- Instrumental Music of the Southern Appalachians: Traditional Years (2006)